# Avenida Gorlero
La Avenida Juan Gorlero, coloquialmente conocida como Avenida Gorlero, es una de las avenidas principales de la ciudad de Punta del Este. Se la designó con este nombre en 1918, en honor al primer Intendente de Maldonado.
Es considerada la avenida principal del balneario, por sus características palmeras y la variedad de comercios a su largo. Se puede encontrar inmobiliarias, bancos, casas de cambio, casinos, cines, teatros, videojuegos, comercios de variedades, boutiques, librerías, galerías de arte, confiterías, restaurantes, cafeterías, bares, pizzerías, comida rápida, heladerías, farmacias, entre otros. Durante la alta temporada, también se ven estatuas vivientes, malabaristas, fotógrafos y artesanos a lo largo de la avenida.
En 1998 la avenida sufrió una remodelación priorizando la circulación peatonal. Para ello, las veredas fueron ensanchadas hasta la zona de la Plaza de los Artesanos, añadiendo nuevas lámparas, asientos y plantas.

## Juan Gorlero

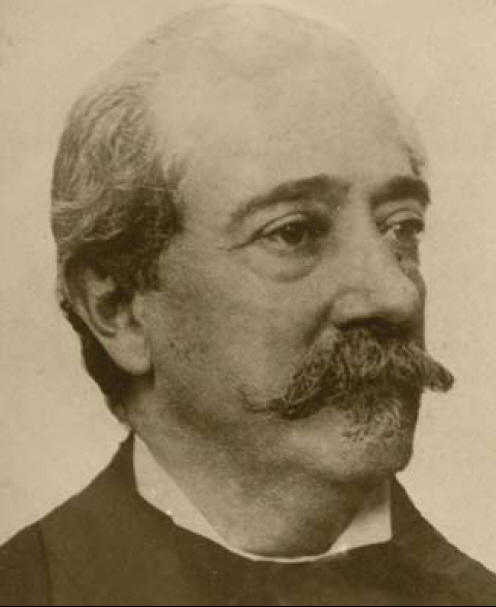
Juan Gorlero

Juan Bautista Florentino Gorlero nació en la ciudad de Maldonado el 24 de marzo de 1849. Fue hijo de Manuela Núñez (fernandina) y el Conde Domingo Gorlero (genovés).
Ocupó el cargo de Gerente de la Sucursal del Banco República y en 1909 fue designado primer Intendente de Maldonado.
Gorlero fallece el 27 de julio de 1915 a los 66 años, y en su homenaje, el 15 de julio de 1918 se designó con su nombre la principal avenida puntaesteña.

## Curiosidades
La Avenida Gorlero es la única calle de la península reconocida por su nombre; a todas las demás calles se las conoce por su número. Curiosamente, el número de calle de esta avenida es el 22 (aparece este número en los carteles urbanos); sin embargo, como todas las avenidas se identifican con el orden 5000, oficialmente es la avenida N.º 5002.